# Lantaogo-Tamassogo
Ne doit pas être confondu avec Lantaogo ou Tamassogo.
Lantaogo-Tamassogo est une commune rurale située dans le département de Diabo de la province du Gourma dans la région de l'Est au Burkina Faso.

## Géographie
Lantaogo-Tamassogo est situé à 6 km à l'Ouest de Diabo, le chef-lieu du département, et à 2,5 km à l'Est de Lantaogo.

## Santé et éducation
En plus du dispensaire isolé de Lantaogo, le centre de soins le plus proche de Lantaogo-Tamassogo est le centre de soins le plus proche est le centre de santé et de promotion sociale (CSPS) de Diabo.